# Angel girl
angel girl（エンジェル・ガール）は、中国メディアの報道上にのみ存在する日本の人気華僑女性3人組アイドルグループ。

## 概要
中国メディアによれば、日本の有名ファッションブランドグループSKYとレコード会社が3年かけてプロデュースし、2010年5月に正式デビューした。「台湾の報道によると」東京と名古屋で発売した制服姿の清純系写真集『angel』は、たちまち日本のオタクらを「秒殺」したが、日本の芸能関係者の抗議に遭った。angel girl は、写真集を発売する前に「中国の魚釣島を守る」という垂れ幕をバックに自動小銃でポーズを決めた「愛華時尚写真」を公表していた。日本の芸能関係者らは、angel girl を芸能界から締め出すための抗議を続けている。

## プロフィール
- amy（楊雅妮）

祖籍：北京
身長：164cm
体重：43kg
生年月日：1987年10月20日
星座：天秤座
血液型: AB型
趣味：ペットを飼う、映画鑑賞
特技：書道
好きな芸能人：レディー・ガガ、王菲
- anna（曹依娜）

祖籍：福建省金門県
身長：158cm
体重：38kg
生年月日：1992年1月20日
星座：山羊座
血液型：0型
趣味：インターネット、漫画、読書、歌を歌う
特技：中国将棋
好きな芸能人：金城武、周杰倫、安室奈美恵
- angela（倪安琪）

祖籍：湖南省長沙
身長：163cm
体重：42kg
生年月日：1990年6月10日
星座：双子座
血液型: A型
趣味：旅行、スキー、寝ること
特技：舞踊
好きな芸能人：周杰倫、ミーガン・フォックス、イ・ヒョリ

## 評価
これらの報道は、尖閣諸島中国漁船衝突事件で高まった反日感情から反日デモへと発展した2010年10月に集中して登場し、「中国の魚釣島を守る」と掲げた「日本の華僑アイドル」の写真はインターネット上で話題を呼び、次々と転載されていった。ジャーナリストの福島香織は、中央政府がアイドルを使って反日感情を逸らそうとした可能性を指摘し、インターネット上で外からの情報を遮断するシステムへの自信が仇となって、中国国内向けの情報がすぐに外へ漏れてしまうということに思い至らなかったのではないかとしている。